# ガンビア川下流地方
ガンビア川下流地方（ガンビアがわかりゅうちほう、Lower River Division）は、ガンビアの州。面積1,618km²、人口8万2361人（2013年）。州都はマンサ・コンコ。

## 下位行政区画
下流地方は西ジャラ、中ジャラ、東ジャラ、西キアング、中キアング、東キアングの6地区からなる。